# Жаргалтхан
Жаргалтхан (монг.: Жаргалтхан) — сомон аймаку Хентій, Монголія. Площа 2,8 тис. км², населення 2,2 тис. Центр сомону селище Жаргалт лежить за 235 км від Улан-Батора, за 96 км від міста Ундерхаан.

## Рельєф
Гори Баяхан, Байц, Дашрадан, Хух Асга та ін. Протікають річки Ценхер, Тенгелег та ін.

## Клімат
Клімат різко континентальний. Щорічні опади 200—300 мм, середня температура січня −25°С, середня температура липня +18°С.

## Природа
Водяться лисиці, вовки, олені,лосі,корсаки, зайці.

## Корисні копалини
Запаси свинцю, залізної руди, плавиковий шпат та вугілля.

## Соціальна сфера
Є школа, лікарня, торговельно-культурні центри.